# Seemannsglück
Seemannsglück ist eine US-amerikanische Filmkomödie aus dem Jahr 1933 von Raoul Walsh mit James Dunn und Sally Eilers in den Hauptrollen. Der Pre-Code-Film wurde von der Fox Film Corporation produziert.

## Handlung
Jimmy Harrigan, Benny Cohen und Bilge Moran sind Matrosen an Bord des Schlachtschiffes USS Missouri. Als das Schiff im Hafen von San Pedro anlegt, ruft Jimmy für seine beiden Freunde deren Angebetete Minnie Broadhurst an, um die Wogen eines vorhergehenden Streites, bei dem einige Stühle zu Bruch gingen, zu glätten. Statt Minnie erreicht er jedoch Sally Brant, die für Matrosen schwärmt. Die drei Freunde machen sich auf den Weg zur Pension, in der Minnie wohnt. Sally kann ihre Miete nicht zahlen und muss ausziehen. Sie ist unterwegs zu einem Vorstellungsgespräch in einem Schwimmbad. Jimmy folgt ihr und wird von einem aufgebrachten Bananenverkäufer verfolgt, dessen Waren gestohlen und von Benny und Bilge aufgegessen wurden. Die beiden folgen Jimmy, weil sie wegen der zerbrochenen Stühle aus der Pension geworfen wurden. 
Im Schwimmbad wird Sally von dem Eigentümer Nugent Busby als Schwimmlehrerin eingestellt. Sie schlüpft in den Badeanzug von Busbys Frau Mona und versucht, Jimmy das Schwimmen beizubringen, obwohl sie selber nicht schwimmen kann. Als Mona erscheint, entsteht ein Aufruhr, in dessen Verlauf mehrere Personen in voller Kleidung im Becken landen. Sally verlässt das Bad, Jimmy wird von dem Sonderling J. Felix Hemingway mit dem Auto mitgenommen. Felix lässt auch Sally einsteigen und lädt beide zum Abendessen ein. Bei einem Tanz kommen sich Jimmy und Sally näher. Da Sally nun obdachlos ist, mietet Jimmy ein Zimmer für die Nacht. Sally weist Jimmys Avancen und Küsse nervös ab, doch Jimmy macht ihr Vorwürfe, dass sie einen Mann dazu bringt, ein Zimmer für sie zu mieten und ihn dann allein zu lassen. 
Am nächsten Morgen bringt Jimmy Sally Frühstück. Er küsst sie und gesteht ihr, sie zu lieben. Danach kehrt er auf sein Schiff zurück, verspricht ihr aber, sie am Abend zu besuchen. Die Missouri legt jedoch ab und segelt nach San Francisco. Jimmy kann Sally nicht informieren, die in der Zwischenzeit dem zudringlichen Vermieter Baron Portolo ausweichen muss. Der Baron verspricht ihr, dass er dafür sorgt, dass sie den von ihm veranstalteten Tanzmarathon gewinnen und 1.000 Dollar Preisgeld kassieren wird. Sally lässt sich als Babysitterin für den Sohn von Nachbar Elmer Brown, Junior, engagieren. 
Am Abend ruft Jimmy aus San Francisco an, erreicht aber nur Baron Portolo. Jimmy legt mit der Befürchtung auf, dass Sally ihn betrügt. Am folgenden Tag ist Jimmy zurück in San Pedro und eilt zu Sallys Zimmer mit einem Arm voller Geschenke. Bei seiner Ankunft sieht er Elmer im Morgenmantel Sallys Zimmer verlassen. Wütend beleidigt er Sally und zerstört die Geschenke. Frustriert sagt Sally ihre Teilnahme am Tanzmarathon zu. Jimmy findet heraus, dass Sally ihm die Wahrheit gesagt hat, dass sie auf Elmers Sohn aufgepasst hat. Im Radio hört er Portolos Ankündigung des Marathons mit Sally als Teilnehmerin. Er eilt zu der Tanzhalle, in der der Wettbewerb stattfindet, wird aber von Portolos Männern hinausgeworfen. Jimmy erklettert einen Baum und kann durch ein Fenster eindringen. Er kann Sally finden und provoziert einen Kampf zwischen anwesenden Matrosen und Portolos Männern. Jimmy und Sally steigen derweil in ein Taxi. Im Auto streift er ihr einen Verlobungsring über den Finger, beide küssen sich.

## Produktion

### Hintergrund
Gedreht wurde der Film vom 12. Januar bis Anfang Februar 1933.
In den Filmcredits sowie in verschiedenen Reviews wurde die Figur, die Victor Jory spielte, Baron Darrow genannt. Dialoge und ein Schild im Film bezeichnen die Figur als Baron Portolo.
Der Schriftsteller Walter S. Lawrence reichte eine Klage auf Verletzung des Urheberrechts ein. Wesentliche Teile seines Buches The Marathon Dancer, das er dem Studio 1932 zur Ansicht gegeben hatte, seien Bestandteil des Films. Dem Rechtseinwand des Studios wurde stattgegeben und die Klage abgewiesen.

### Stab
Joseph C. Wright oblag die künstlerische Leitung. Verantwortlicher Toningenieur war George Leverett. Joseph MacDonald und Joseph LaShelle waren als Kameraführer engagiert.

### Besetzung
In einer kleinen nicht im Abspann erwähnten Nebenrolle trat Hank Mann auf.

### Musik
Der Titelsong A Sailor’s Luck wurde von Val Burton und Will Jason komponiert. Der Text stammte von Ben Ryan.

## Veröffentlichung
Die Premiere des Films fand am 10. März 1933 statt. In Österreich kam er 1934 in die Kinos und wurde dort unter den Titeln Drei Tage Landurlaub und Kriegsschiffe vor San Pedro gezeigt. In der Bundesrepublik Deutschland wurde er am 23. September 1976 im deutschen Fernsehen ausgestrahlt.

## Kritiken
Das Lexikon des internationalen Films schrieb: „Turbulente kleine Hollywoodkomödie [...]. Einer von rund 200 Filmen, die Raoul Walsh zwischen 1912 und 1964 gedreht hat und der in seiner Funktionsweise an die Filme der Marx Brothers erinnert, da auch er die scheinbare Ordnung der Welt aus den Angeln hebt.“
Mordaunt Hall von der The New York Times befand, der Film sei ein typisches Raoul-Walsh-Werk, dessen herzhafter Humor beim Publikum gut ankomme. Von der Geschichte her sei er nicht besonders originell, doch er liefere jede Menge Witzeleien und komische Vorfälle.
Negativ bewertete Florence Fisher Parry den Film in ihrer Kolumne in der Pittsburgh Press. Dunn und Eilers, ein ehemals bezauberndes Filmteam, spielen in einer billigen und humorlosen Geschichte voller vulgärer Implikationen. Ihrer Meinung nach verstoße der Film gegen den guten Geschmack.
James Muir bezeichnete den Film in der Dayton Daily News als leichte, schaumige und inkonsequente Art von Geschichte, deren einfache und natürliche Bearbeitung sie, insbesondere für junge Menschen, akzeptabel mache.